# En el jardín del corazón
En el Jardín del Corazón es el primer álbum de la banda de rock costarricense Gandhi. Fue lanzado en 1997.

## Lista de canciones
1. "Quisieras" - 4:41
2. "Seca roja reja" - 5:41
3. "Mátame" - 5:05
4. "El payaso" - 5:04
5. "La469" - 5:44
6. "El invisible" - 4:20
7. "Descanso" - 3:15
8. "Mientras tanto" - 6:50
9. "Solo" - 6:04
10. "El jardín" - 7:00
11. "Del corazón" - 2:46